# Ihor Shymechko
Ihor Myronovych Shymechko –en ucraniano, Ігор Миронович Шимечко– (Lvov, URSS, 27 de mayo de 1986) es un deportista ucraniano que compitió en halterofilia. Está casado con la halterófila Yuliya Kalina.
Ganó una medalla de bronce en el Campeonato Mundial de Halterofilia de 2009 y dos medallas de oro en el Campeonato Europeo de Halterofilia, en los años 2009 y 2011.
Participó en tres Juegos Olímpicos de Verano, ocupando el quinto lugar en Pekín 2008, el sexto en Londres 2012 y el 19.º en Río de Janeiro 2016.

## Palmarés internacional
| Campeonato Mundial | Campeonato Mundial     | Campeonato Mundial | Campeonato Mundial |
| Año                | Lugar                  | Medalla            | Categoría          |
| ------------------ | ---------------------- | ------------------ | ------------------ |
| 2009               | Goyang (Corea del Sur) | Medalla de bronce  | +105 kg            |
| Campeonato Europeo |                        |                    |                    |
| Año                | Lugar                  | Medalla            | Categoría          |
| 2009               | Bucarest (Rumania)     | Medalla de oro     | +105 kg            |
| 2011               | Kazán (Rusia)          | Medalla de oro     | +105 kg            |